# GE Healthcare
GE Healthcare er en global virksomhed, der indgår i den amerikanske GE-koncern. GE Healthcare fremstiller og forhandler bl.a. medicoudstyr og udstyr for medicinsk diagnostik, herunder scanningsudstyr, kontraststoffer og nuklearstoffer m.v.
Det danske hovedkontor er beliggende i Brøndby. Den danske del af virksomheden indgår i GE Healthcares nordiske organisation med hovedkontor i Sverige.

## Eksterne links
GE Healthcare Arkiveret 9. juli 2014 hos  Wayback Machine
| Firma | Spire Denne artikel om et firma eller en virksomhed i USA er en spire som bør udbygges. Du er velkommen til at hjælpe Wikipedia ved at udvide den. |